# Лигде
Лигде (њем. Lügde) град је у њемачкој савезној држави Северна Рајна-Вестфалија. Једно је од 16 општинских средишта округа Липе. Према процјени из 2010. у граду је живјело 10.651 становника. Посједује регионалну шифру (AGS) 5766052, NUTS (DEA45) и LOCODE (DE LDE) код.

## Географски и демографски подаци
Лигде се налази у савезној држави Северна Рајна-Вестфалија у округу Липе. Град се налази на надморској висини од 105 метара. Површина општине износи 88,6 km². У самом граду је, према процјени из 2010. године, живјело 10.651 становника. Просјечна густина становништва износи 120 становника/km².